# Áedán mac Gabráin
Áedán mac Gabráin va ser rei de Dál Riata del 574 al 608.

## Origen
Nascut cap al 532/533, Áedán és, segons les genealogies gal·leses, fill de Gabrán mac Domangairt i Luan, filla del rei bretó Brychan de Gododdin. El regnat d'aquest rei del 574 al 606/608 va deixar nombroses empremtes a les cròniques a causa de la seva gran activitat bèl·lica contra els seus veïns pictes i bretons, i els angles de Bernicia, nouvinguts a la regió:
Abans de ser rei, es diu que Áedán va lluitar en la batalla d'Arfderydd, aliat de Morgant i Gwenddolew ap Ceidio, rei de Galloway (que hi va perdre la vida), contra Rhydderch Hael, rei de Strathclyde i Urien, rei de Rheged. Sembla que en aquesta època, la Dál Riata irlandesa va ser vassallitzada per Báetán mac Cairill (572-581), rei de Dál Fiatach i “rig h-Erenn & Alban”, a qui va haver de rendir tribut.

## Regnat
Després de la mort del rei escocès Conall mac Comgaill l'any 574, el seu fill i successor Dunchad va ser assassinat a la batalla a Delgon a Kintyre, ja sigui en combat contra els pictes o en una guerra civil contra els seus cosins del Cenél nGabráin que "molts van morir". en la trobada” (576).
L'abat Columba va utilitzar la seva influència per coronar com a rei de Iona Áodhan (Áedan mac Gabráin), fill del predecessor del rei difunt, d'acord amb les normes de tanistria practicades als regnes irlandesos, però en detriment dels drets d'Eòganán mac Gabráin, el pietós fill gran de Gabhran, allunyat de la reialesa pel sant que, tanmateix, li va ser favorable arran de la intervenció d'un àngel.
El 575, el rei, acompanyat de Sant Columba, va participar en el consell de Druim Ceat (comtat de Derry), a Irlanda, on la Dàl Riata escocesa va ser reconeguda com a independent per Áed mac Ainmerech del Cenél Conaill dels O'Neill (Uí Néill) del Nord, el futur Ard ri Érenn, amb la condició que sempre el recolzés en conflictes purament irlandesos. Aleshores, Áedán també va participar en expedicions a l'illa de Man el 581/582, sens dubte després de la desaparició de Báetán mac Cairill i a les Òrcades.
Sant Adamnà relata que un dia, el rei dels escocesos va preguntar a Sant Columba quin dels seus tres fills grans, Artuir, Eochaid Find o Domangart, l'havia de succeir a la seva mort. El bisbe va respondre que cap d'ells regnaria mai perquè tots moririen en batalla. Aleshores, el sant va demanar al rei que portés els seus fills menors i quan Eochaid Buide, quart hereu masculí, va aparèixer davant seu, el va beneir i va declarar al seu pare: “Aquí tens qui et sobreviurà! ».

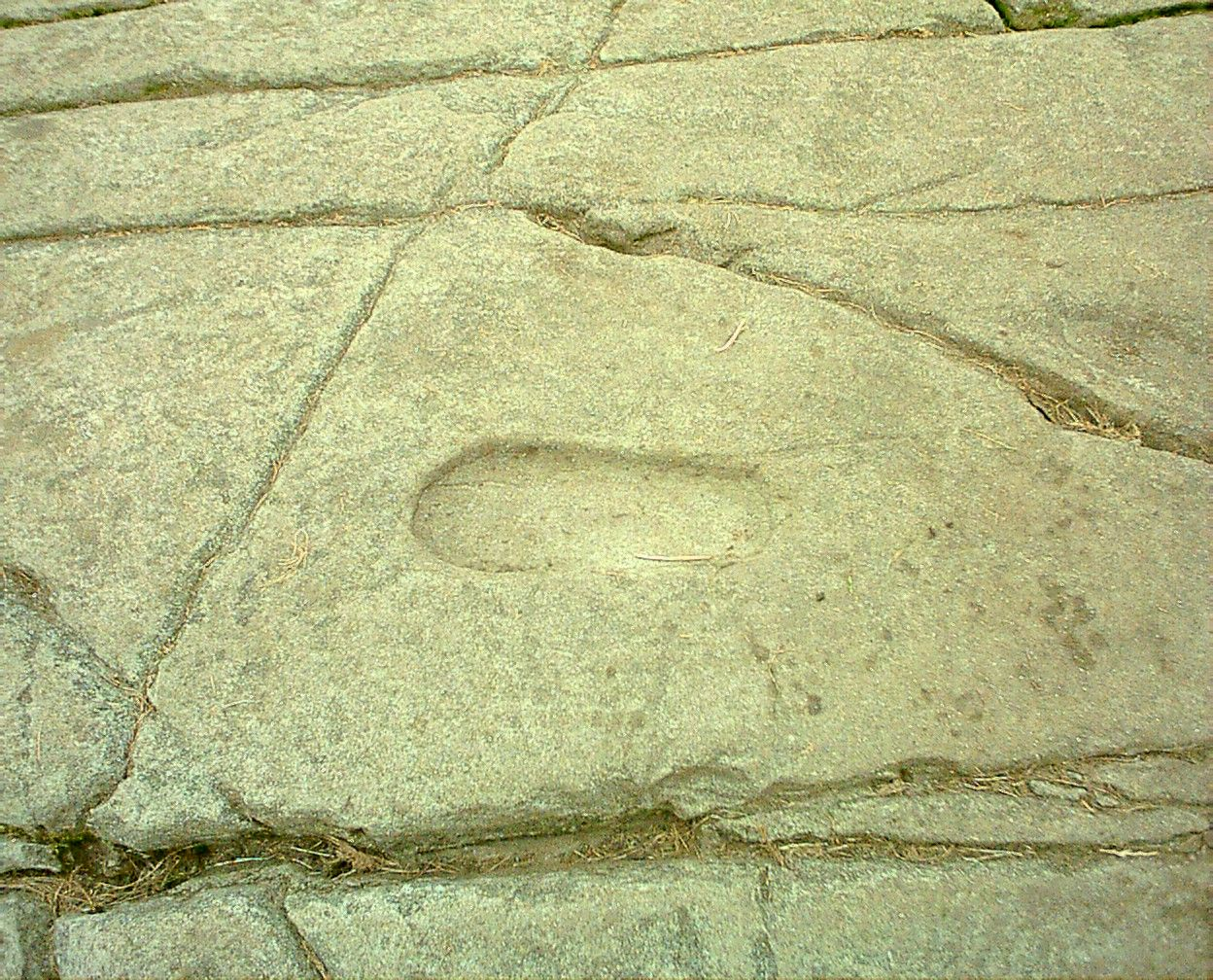
Petjada utilitzada durant les cerimònies d'entronització dels reis de Dál Riada a Dunadd.

A continuació, l'autor especifica que “així va passar en el seu temps, com era d'esperar” i que Artuir i Eochaidh Find van morir poc després, durant una batalla contra els Maetae o Miathis, i que Domangart va ser assassinat a “Saxonia”, és a dir, a Lothian. Sembla de fet que aquest darrer príncep va morir l'any 596 amb un altre dels seus germans, Bran, a la plana de Circinn, lluitant contra els irlandesos i que Artuir va morir en la batalla de "Camlanna" mentre lluitava contra els angles i un partit de bretons que havia travessat la Muralla Antonina. Per a certs autors moderns, la mort d'aquest històric "Artuir" podria ser un dels prototips de la del mític rei Artús a la batalla de Camlann.
Per tal de trencar l'ofensiva dels angles, que havien aixafat els regnes britànics del nord, Aedan es va aliar amb els britons contra el conqueridor Etelfred de Northumbria (593-617). Els Annals irlandesos esmenten l'any 600 una batalla "dels saxons" perduda, però on el germà del rei dels angles "Ainfrith" va ser assassinat per Máel Umai mac Báetáin de Dál nAraidi. Sembla que el mateix fet és esmentat per la Crònica anglosaxona l'any 603. Pel que fa a Beda el Venerable, per al mateix any, especifica que aquesta lluita va tenir lloc a "Degsastan" i nomena Théodbald germà del rei dels Angles. assassinat abans per concloure que «des d'aquell moment fins a l'actualitat cap rei dels escocesos de Bretanya no s'ha aventurat mai a la Bretanya per fer la guerra contrael poble angle».
Aedan hauria mort després d'un regnat de 28 anys, al voltant dels 75 anys, el 17 d'abril de 606 o 607, però més probablement 608, sens dubte després d'haver abdicat.
Finalment, Áedán apareix a causa d'una curiosa confusió al Bonedd Gwŷr y Gogledd sota el nom d'"Aeddan Fradog" com a fill de Dumnagual Hen.